# Roald Dahl
Roald Dahl (Llandaff, Wales, 1916. szeptember 13. – Great Missenden, Anglia, 1990. november 23.) norvég származású, Walesben született angol nyelvű novellista, regény- és forgatókönyvíró. Az 1940-es években gyermekeknek és felnőtteknek egyaránt való könyveivel szerzett hírnevet és lett a világ egyik legsikeresebb írójává.
Számos műve jelent meg magyarul, köztük a Karcsi és a csokoládégyár, a Matilda (mindkettő fordítója Borbás Mária), a Szofi és a HABÓ (ford. Nagy Sándor) című meseregény, valamint a felnőtteknek szánt Meghökkentő mesék. Több művéből filmsorozat, játékfilm, illetve rajzfilm is készült.

## Élete

### Gyerekkora
Roald Dahl a walesi Llandaffban született 1916-ban. Apja, Harald Dahl és anyja, Sofie Magdalene Dahl (született Hesselberg, 1885–1967), norvég bevándorlók voltak. Dahl családja az 1880-as években települt át Norvégiából Cardiffba. Roald a híres norvég felfedező, Roald Amundsen után kapta a nevét, aki akkoriban Norvégia nemzeti hőse volt. Roald otthon norvégul beszélt a szüleivel és nővéreivel. Dahlt és nővéreit a cardiffi norvég templomban keresztelték meg, gyerekkorában (4-től 17 éves koráig) a nyarakat norvég rokonoknál töltötte Tjømében.
Apja előző házasságából két féltestvére volt, továbbá két nővére és egy húga.
Roald kétéves korában egy Radyr község melletti tekintélyes udvarházba költöztek, kb. 12 kilométerre Cardifftól Nyugatra.
1920-ban, amikor 4 éves volt, 7 éves nővére, Astri, vakbélgyulladásban meghalt, egy hónappal később az apja is meghalt tüdőgyulladásban, 57 évesen. Anyja, bár úgy döntött, nem tér vissza Norvégiába, hogy a rokonaival éljen, Walesben sem akart maradni. Apja kívánsága szerint gyermekeit angol iskolákba íratta be.
Húga születése után eladták a házat, és egy kisebbet vettek Llandafftól pár kilométerre, a házat Cumberlandnek hívták.
Dahl először a llandaffi Egyházi iskolába járt (1923–1925), ahol 8 éves korában őt és négy társát megvesszőzte az igazgató, mivel egy döglött egeret tettek a helyi édességbolt egyik edényébe (az ötletgazda Roald volt). Ezek után anyja kivette az iskolából és a Weston-Super-Mare-i Saint Peter iskolába vitte Somersetben (1925–1929).
A Repton középiskolába járt (1929–1936), ami az ország középső részén, Derby közelében volt. Ekkoriban Kent megyében laktak, Bexley településen.
Ebben az időszakban a Cadbury csokoládégyár új fejlesztéseit időnként elküldte a fiúknak tesztelésre, akiknek 1-től 12-ig értékelniük kellett a küldött csokoládékat, és megjegyzéseket is lehetett hozzájuk fűzni. Dahl saját megállapítása szerint ez az élmény járult hozzá a harmincöt évvel később megírt Karcsi és a csokoládégyár megalkotásához.
Dahl magassága 192 centiméter volt, jól teljesített a sportokban, a squash és az „ötös” nevű játék csapatkapitánya volt, a futballcsapatban is játszott, ez növelte népszerűségét; emellett érdekelte a fotózás is.
Az iskola befejezése után egy kalandtúrán három hetet Újfundlandon töltött. 1934 júliusában csatlakozott a Shell céghez. A következő két évben gyakornokoskodott, amit a kiküldetésre való felkészüléssel töltött. Ekkor még mindig Bexleyben élt családjával, és minden munkanap (a szombatot is beleértve) Londonba utazott vonattal. A Shell központban töltött 12 hónapos kiképzés után Somerset megyébe került, ahol az értékesítést gyakorolván petróleumot adott el, amit világításhoz vagy fűtéshez használtak a helyi lakosok.
Ezután a tanganyikai (ma: Tanzánia) Dar es-Salaamba került. Eredetileg Egyiptomba akarták küldeni (ami kellemes helynek számított és a Shell számára fontos piac volt), de azt nem fogadta el, mert nem találta elég kalandosnak. Kiküldetése három évre szólt, fizetése 500 angol font volt évente.
Már az utazás is kalandosnak számított, mivel az 1930-as években gyakorlatilag még nem létezett kereskedelmi légiközlekedés. Kelet-Afrikába hajóval 2 hét alatt lehetett eljutni, az alábbi útvonalon: Vizcayai-öböl, Gibraltár, Földközi-tenger (Marseille, Málta, Port Szaíd), Szuezi-csatorna (Szuez, Szudán), Vörös-tenger, Áden, Mombasa.

### Afrika
Afrikai munkája alatt időnként „szafari”-ra indult, ami azt jelentette, hogy felkereste a Shell ügyfeleit, akik gyémántbányákat, aranybányákat, szizálkender-ültetvényeket, gyapotültetvényeket és hasonlókat üzemeltettek, és az általuk használt gépi felszereléseket kellett a megfelelő kenőolajjal vagy üzemanyaggal ellátnia.
Ezek a szafarik hónapokig eltartottak, közben eljutott autójával Nyugat felé, Afrika középső részére, a Tanganyika-tóhoz, délre, a Nyaszaföld határához, és keletre, Mozambik felé.
Útközben rengeteg állatot látott: zsiráfokat, elefántokat, vízilovakat, zebrákat, oroszlánokat, az egyetlen élőlény, amitől tartott, a kígyó volt. Tanganyikában a fekete mamba az igazán veszélyes kígyófajta: nem fél az embertől, sőt, ha észreveszi, szándékosan meg is támadja. A mamba egy futó ember sebességével képes haladni és marására mind a mai napig nincs ellenszer. Ezen kívül volt ott még zöld mamba, kobra és puffogó vipera.
Afrikában megtanulta a szuahélit, mivel a bennszülöttek nem beszéltek idegen nyelven.

### A második világháború
A világháború Afrikában érte, ahol első katonai feladata az volt, hogy a Dar es-Salaamból távozni készülő németeket tartóztassa fel és kísérje hadifogolytáborba. Egy szakasz bennszülött katonát rendeltek mellé, akikkel több száz civil németet lemészárolhattak volna, ő azonban harc nélkül visszafordította őket. Csak egy német halt meg, akit a katonák lőttek le, amikor Roald Dahl mellkasának pisztolyt szegezett.
1939 novemberében csatlakozott az angol királyi légierőhöz. Nairobiba utazott autóval, ami 960 km-es utat jelentett, ezt egyedül tette meg. 7 óra és 40 perces repülés-gyakorlás után önállóan repült (ez megfelelt az átlagnak). A repülőkiképzésen részt vett 16 főből a következő két évben 13-an elestek.
Kiképzése közben is megfigyelte az alatta látható állatokat: bölény, gnúantilop, nagy kudu, Thomson-gazella, tehénantilop, impala, leopárd; ennek végeztével társaival előbb az ugandai Kampalába utazott vonaton, majd hidroplánnal a 3000 km-re fekvő Kairóba. Ezek után Irakba került, Habbanijába, a sivatagba, 80 km-re nyugatra Bagdadtól és a következő hat hónapot ott töltötte. Vadászpilótának nevezték ki és a Szuezi-csatornában lévő iszmailiai nagy RAF-támaszpontra került, ahol betanulás nélkül egy Gladiator gépre ültették.
1940. szeptember 19-én Egyiptomból a Líbiai-sivatagban állomásozó századához kellett repülnie. Egyiptom és Líbia között semmiféle navigációs segítsége nem volt, még rádiója sem. Először Amiriyában szállt le tankolni, majd Foukában, innen felszállva elfogyott az üzemanyaga, mert a végcél pozícióját hibásan adták meg neki. A sivatagban kényszerleszállást hajtott végre, de a sziklás terepen a gépe sziklának ütközött és kigyulladt. Roald Dahlnak betört a koponyája, eltört az orra, és napokra megvakult. Elvonszolta magát az égő géptől, ami addigra felrobbant, később egy novellájában megírta ezen emlékeit (Sétagalopp). Alexandriába került gyógykezelésre öt hónapra, ahol beleszeretett az őt ápoló nővérbe. Egy hónapig ott, egy Peel nevű kedves és jómódú angol család házában lábadozott. Ekkor a sérülései miatt leszerelhetett volna, ő azonban vissza akart kerülni a harcoló légiegységhez.
Százada ekkor Görögországban volt, ezért önállóan bele kellett tanulnia a Hurricane I repülőgép vezetésébe, amivel négy óra negyven perc alatt Görögországba ért és leszállt Elefszína repülőterén, Athén közelében (a kis fülkében a lábai addigra annyira begörcsöltek, hogy két embernek kellett kiszednie a gépből).
1941-ben került Görögországba. 1941. április 20-án részt vett az athéni légicsatában. Miután a németek elhagyták Görögországot, 1941 májusában visszakerült Egyiptomba, ekkor Haifába, Észak-Palesztinába vezényelték. Egyiptomból megint saját autóján utazott a néptelen tájon, majd Jeruzsálemen és Názáreten keresztül két nap alatt Haifába ért, ahol négy hetet töltött, és minden nap bevetésen vett részt, gyakran egy nap többször is. Észrevette, hogy légiharc közben gyötrő fejfájása van, amikor hirtelen irányváltásokat kellett tennie, időnként pedig pár másodperce elvesztette az eszméletét. Amikor ezt jelentette a századorvosnak, az megállapította, hogy lezuhanása nyomán fellépő súlyos fejsérülésének következménye – emiatt nem vezethet többé repülőt.
Miután alkalmatlanként leszerelték, hajóval visszaindult Angliába. Először visszaautózott Egyiptomba, Szuezben behajózott egy nagy francia luxus óceánjáróra, az Ile de France-ra (melyet csapatszállítóvá alakítottak). Dél felé hajóztak, Durbanbe, ahol átszállt egy másik hajóra, majd kikötöttek Fokvárosban, és a Sierra Leonéban lévő Freetownban. Itt egy zsáknyi citromot és lime-ot vett a családjának, mert tudta, hogy Angliában háborús jegyrendszer van, egy másik zsákba narancslekvár, cukor, csokoládé és más olyan került, amit akkoriban Angliában lehetetlen volt beszerezni, még selymet is vett a lánytestvéreinek, hogy ruhát csináltathassanak belőle.
Freetown és Liverpool között hajókonvojukat többször támadták a német tengeralattjárók, valamint a nagy hatótávolságú Focke-Wulf bombázók. A hajón lévők gépfegyverekkel és Bofors ágyúkkal védekeztek. Az útnak ez a szakasza két hétig tartott, a konvoj három hajója süllyedt el az út során.
1942-ben Washingtonba került, légiattasé-helyettesnek, ahol publikálta élete első írását a harci kalandjairól.

### A háború után
Dahl 1953. július 2-án Patricia Neal (későbbi Oscar-díjas) amerikai színésznőt vette feleségül. Házasságuk harminc évig tartott, és ezalatt öt gyerekük született: Olivia (aki 7 éves korában halt meg), Tessa (1957–), Theo, Ophelia (1964–) és Lucy.

### Halála
Roald Dahl 74 évesen, 1990. november 23-án hunyt el otthonában, Oxfordban, mielodiszpláziás szindrómában. Unokája szerint egyfajta „viking temetésben” részesült: vele temették snooker cipőit, pár üveg jó burgundi bort, csokoládékat, HB-s ceruzákat. Tiszteletére nyitották meg a Roald Dahl-gyermekgalériát Aylesburyben.

## Magyarul megjelent művei

### Felnőtteknek
- Szuperpempő, Európa Könyvkiadó, Budapest, 1968, fordította: Borbás Mária

Európa Könyvkiadó, Budapest, 1982, ISBN 963-07-2516-9, fordította: Borbás Mária, illusztrálta: Hegedüs István.
Újranyomás: Európa Könyvkiadó, Budapest, 1986, ISBN 963-07-3857-0, fordította: Borbás Mária
és Könyvmolyképző Kiadó, Szeged, 2008, ISBN 978-963-245-087-2
- Áldozati báránycomb – 13 detektívtörténet, Kriterion Könyvkiadó, Bukarest, 1977, fordította: Borbás Mária (a címadó novella a válogatáskötetben)
- Sperma-akció, Mezőgazdasági Kiadó Kft., Budapest, 1991, ISBN 963-234-448-0, fordította: Szilágyi Tibor
- A szerelem illata, Szukits Könyvkiadó, Szeged, 2000, ISBN 963-9278-22-x, fordította: Moharos Éva, Árokszállásy Zoltán, Tézsla Ervin, Tolnai László, Török Attila, illusztrálta: Kelemen István
- Jámbor örömök/Parson's Pleasure (kétnyelvű), Európa Könyvkiadó, Budapest, 1991, ISBN 963-07-5276-x, Corvina, Budapest, 1999, ISBN 963-13-4743-5, fordította: Borbás Mária
- Meghökkentő mesék, Szukits Könyvkiadó, Szeged, 1994, ISBN 963-8199-46-6, fordította: Moharos Éva, Török Attila
- Meghökkentő mesék 2., Szukits Könyvkiadó, Szeged, 1995, ISBN 963-8199-74-1, fordította: Árokszállásy Zoltán, Béber Balázs, Mácsai István, Török Attila
- Meghökkentő mesék a szexről, Szukits Könyvkiadó, Szeged, 1997, ISBN 963-9020-48-6, fordította: Árokszállásy Zoltán, Petri Péter, Tolnai László
- Meghökkentő vidéki mesék, Szukits Könyvkiadó, Szeged, 1997, 1998, ISBN 963-9151-28-9, fordította: Borbás Mária, Molnár Zoltán, Petri Péter
- Roald Dahl összes meghökkentő meséje 1., Szukits Könyvkiadó, Szeged, 2001, ISBN 963-9393-05-3 (ISBN 963-9393-06-1), fordította: Békési József, Borbás Mária, Mácsai István, Petri Péter
- Roald Dahl összes meghökkentő meséje 2., Szukits Könyvkiadó, Szeged, 2002, ISBN 963-9393-81-9 (ISBN 963-9393-06-1), fordította: Békési József, Borbás Mária, Erdő Orsolya, Molnár Zoltán
- Roald Dahl meghökkentő élete, Sirály Kiadó, Budapest, 2005, ISBN 963-008-583-6, fordította: Bende Péter

### Folyóiratokban
- Egy ember délről, Rakéta Regényújság, 1980. február 5., fordította: Borbás Mária
- A mennyország útja, Rakéta Regényújság, 1980. augusztus 5., fordította: Borbás Mária
- Bőr, Rakéta Regényújság, 1980. október 7., fordította: Borbás Mária
- Mrs. Bixby és az ezredes bundája, Rakéta Regényújság, 1980. december 30., fordította: Rácz Lívia
- A házinéni, Rakéta Regényújság, 1991. szeptember 10., fordította: Borbás Mária
- Méreg, Rakéta Regényújság, 1992. június 30., fordította: Borbás Mária

### Gyermekkönyvei
- Danny, a szupersrác, Móra Ferenc Ifjúsági Könyvkiadó, Budapest, 1985, ISBN 963-11-3935-2, Geopen Könyvkiadó Kft. Budapest, 1999, ISBN 963-9093-10-6, fordította: Borbás Mária
- Karcsi és a csokoládégyár, Park Könyvkiadó, Budapest, 1990, ISBN 963-7970-28-2, fordította: Borbás Mária, N. Kiss Zsuzsa, illusztrálta: Kelemen István
- Szofi és a HABÓ, Móra Ferenc Ifjúsági Könyvkiadó, Budapest, 1990, ISBN 963-11-6627-9, fordította: Nagy Sándor, illusztrálta: Molnár István
- Matilda, Geopen Könyvkiadó Kft., Budapest, 1998, ISBN 963-909-3092, fordította: Borbás Mária
- Matilda három csodája, Biográf Kiadó, Budapest, 1991, ISBN 963-7943-02-1, fordította: Borbás Mária, N. Kiss Zsuzsa, illusztrálta: Kelemen István
- Karcsi és a Nagy Üveglift, Magyar Könyvklub, Budapest, 1993, ISBN 963-8224-04-5, fordította: Borbás Mária, N. Kiss Zsuzsa, illusztrálta: Kelemen István

Animus Kiadó, Budapest, 2005, ISBN 963-9563-67-6, illusztrálta: Quentin Blake
- Boszorkányok, Magus Design Studio, Budapest, 2001, ISBN 963-00-7037-5, fordította: Benda Péter, illusztrálta: Szűcs Nóra
- Hugó és a csodaszer / A fantasztikus Róka úr és a három gazda, Magus Design Studio, Budapest, 2001, ISBN 963-00-8583-6, fordította: Benda Péter, illusztrálta: Szűcs Nóra

Animus Kiadó, Budapest, 2005, ISBN 963-9563-62-5, illusztrálta: Quentin Blake
- Georgie és a csodaszérum, Scolar Kiadó, Budapest, 2014, ISBN 978-963-244-491-8, fordította: Borbás Mária, illusztrálta: Quentin Blake

### Időrendben
- Szuperpempő. Elbeszélések; ford. Borbás Mária; Európa, Budapest, 1968 (Európa zsebkönyvek)
- Áldozati báránycomb – 13 detektívtörténet; Kriterion Könyvkiadó, Bukarest, 1977, a címadó novella a válogatáskötetben; ford. Borbás Mária
- Danny, a szupersrác; ford. Borbás Mária; Móra, Budapest, 1985 (Piknik könyvek)
- Karcsi és a csokoládégyár; ford. Borbás Mária, versford. Kiss Zsuzsa; Park, Budapest, 1990
- Szofi és a Habó; ford. Nagy Sándor; Móra, Budapest, 1990
  - (A barátságos óriás címen is)
- Spermaakció; ford. Szilágyi Tibor; Mezőgazdasági, Budapest, 1991 (Hemingway könyvek)
- Jámbor örömök. Elbeszélések / Parson's pleasure. Short stories; ford. Borbás Mária; Európa, Budapest, 1991 (Janus–könyvek)
- Matilda három csodája; ford. Borbás Mária, versford. Kiss Zsuzsa; Biográf, Budapest, 1991
- Karcsi és a nagy üveglift; ford. Borbás Mária, versford. Kiss Zsuzsa; Magyar Könyvklub, Budapest, 1993
- Meghökkentő mesék, 1-2.; Szukits, Szeged, 1994–1995
  - 1.; ford. Moharos Éva, Török Attila
  - 2.; ford. Árokszállásy Zoltán
- Meghökkentő mesék a szexről; ford. Árokszállásy Zoltán, Petri Péter, Tolnai László; Szukits, Szeged, 1997
- Matilda; ford. Borbás Mária; Geopen, Budapest, 1998 (Lurkó könyvek)
- Meghökkentő vidéki mesék; ford. Borbás Mária, Molnár Zoltán, Petri Péter; Szukits, Szeged, 1998
- Parson's pleasure. Two stories. The way up to heaven / Jámbor örömök. Két elbeszélés. A mennyország útja; Corvina, Budapest, 1999 (Kétnyelvű olvasmányok)
- A szerelem illata. Mesék szerelemről, házasságról; ford. Árokszállásy Zoltán et al.; Szukits, Szeged, 2000 (Meglepetés könyvek)
- Roald Dahl összes meghökkentő meséje, 1-2.; ford. Békési József et al.; Szukits, Szeged, 2001–2002
- Hugó és a csodaszer / A fantasztikus Róka úr és a három gazda; ford. Benda Péter; Magus Design Studio, Budapest, 2001
- Boszorkányok; ford. Benda Péter; Magus Design Studio, Budapest, 2001
- Roald Dahl meghökkentő élete; ford. Benda Péter; Sirály, Budapest, 2005
- Charlie és a csokigyár; ford. Borbás Mária; Scolar, Budapest, 2014
- Georgie és a csodaszérum; ford. Borbás Mária; Scolar, Budapest, 2014
- Matilda; ford. Totth Benedek; Kolibri, Budapest, 2016
- A barátságos óriás; ford. Nagy Sándor; Kolibri, Budapest, 2016
  - (Szofi és Habó címen is)
- Fantasztikus Róka úr; ford. Pék Zoltán; Kolibri, Budapest, 2017
- Boszorkányok; ford. Pék Zoltán; Kolibri, Budapest, 2017